# رود پیاسینا
رود پیاسینا (روسی: Пясина) یک رودخانه در سرزمین کراسنویارسک کشور روسیه است.